# Army One
Army One er flyvekontroltjenestens officielle kaldesignal på et hvilken som helst af den amerikanske hærs fly, der befordrer USA's præsident.
Fra 1957 til 1976 var opgaven med at transportere præsidenten og vicepræsidenten med helikopter delt mellem hæren og det amerikanske marinekorps, indtil US Marines fik det fulde ansvar for helikoptertransporten, kaldet Marine One. Da opgaven var delt, var kaldesignalet enten Army One eller Marine One, alt efter hvilket værn personalet på helikopteren repræsenterede. 
Hvis kun vicepræsidenten er ombord er kaldesignalet Army Two.